# Kirgizisztán hívójelkörzetei
Kirgizisztán hívójelkörzetei területi alapon és az állomás jellege alapján is meg van határozva, így hívójel alapján következtethetünk az állomás helyére és az tipusára is. Területi alapon 1 hívójelkörzetbe 1 tartomány lett besorolva.
Kirgizisztán számára az ITU az EX hívójelprefixet osztotta ki.
A Szovjetunió részeként 1992-ig az RM és az UM hívójelprefixeket használták, a függetlenség kikiáltásakor ezeket a prefixeket kivezették.

## Kirgizisztán hívójelkörzetei[1][2][3]
| Prefix | Körzet  | Suffix[1] | Hely/jelleg                                                                                        |
| ------ | ------- | --------- | -------------------------------------------------------------------------------------------------- |
| EX     | [0..9]  | M         | Biskek                                                                                             |
| EX     | [0..9]  | M         | Csüj tartomány                                                                                     |
| EX     | [0..9]  | N         | Os tartomány                                                                                       |
| EX     | [0..9]  | N         | Os                                                                                                 |
| EX     | [0..9]  | P         | Narin tartomány                                                                                    |
| EX     | [0..9]  | Q         | Iszik-köl tartomány                                                                                |
| EX     | [0..9]  | T         | Talasz tartomány                                                                                   |
| EX     | [0..9]  | V         | Dzsalalabad tartomány                                                                              |
| EX     | 0       | A         | Kyrgyzstan Amateur Union HQ station                                                                |
| EX     | [0,2,8] | [A..Z]    | 1 Suffixes hívójelek esetén Extra Class Licenc (Pmax =1kW)                                         |
| EX     | [6..8]  | [A..Z]    | 2 Suffixes hívójelek esetén 1. Class Licence (Pmax=500W)                                           |
| EX     | 8       | *         | 2-nél több suffixes hívójelek esetén 2. Class Licence (Pmax=200W) vagy 3. Class Licence (Pmax=10W) |
| EX     | [1,3,5] | *         | DX Expedíción részt vevő állomások                                                                 |
| EX     | 9       | [W,X,Y,Z] | Klubállomások                                                                                      |

## Lajstromjel
Vízi és légi járművek lajstromjelezéséhez az EX prefixet használják.